# Казахстансько-британський технічний університет
Казахстансько-Британський технічний університет, скор КБТУ — науково-освітній кластер, що об'єднує університет, науково-дослідні та дослідно-конструкторські інститути; був створений для забезпечення взаємозв'язку інноваційного, науково-дослідного та освітнього блоків, а також реальної інтеграції науки, освіти та виробництва.

## Історія КБТУ
Ідея створення Казахстансько-Британського технічного університету (КБТУ) належить колишньому Президентові Республіки Казахстан Нурсултану Назарбаєву. Глава держави провів низку переговорів та зустрічей з офіційними представниками Об'єднаного Королівства, в результаті яких було складено Меморандум про взаєморозуміння двох країн, підписаний у листопаді 2000 року. Патроном університету став прем'єр-міністр Великої Британії Тоні Блер.
Університет засновано Постановою Уряду Республіки Казахстан від 3 серпня 2001 року № 1027 відповідно до Меморандуму про взаєморозуміння між Міністерством освіти і науки Республіки Казахстан та Британською Радою.
Із казахстанської сторони засновником є Уряд Казахстану, уповноваженим органом — Міністерство освіти і науки Республіки Казахстан. Становленню університету активно сприяли та продовжують сприяти Адміністрація Президента, Міністерство освіти і науки, Міністерство енергетики та мінеральних ресурсів, Міністерство фінансів, Агентство зі стратегічного планування, Посольство Казахстану у Лондоні, Фонд освіти М.Назарбаєва. Із них чотири відомства представлені у Раді Директорів Університету, голова якого — дочка президента Казахстану Нурсултана Назарбаєва Дінара Назарбаєва, статки якої становить понад 2 мільярди доларів, дружина Тимура Кулібаєва, яка має такий же капітал.
Із британської сторони партнерами КБТУ стали Посольство Великої Британії в Казахстані та його основний представник — Британська Рада. Освітні та супутні консультативні послуги надають: Абердинський університет та Університет імені Роберта Гордона, розташовані у нафтовій столиці Великої Британії, місто Абердин; Університет Херіот-Вотт (м. Единбург) та Вестмінстерський університет (м. Лондон). Ці університети мають поглиблені навчальні програми «Нафтогазовий промисел» та «Ділове управління». Більше того, вони займають лідируючу позицію на освітньому ринку нафтогазової галузі в усьому світі.
Із 2003 року Постановою Уряду Республіки Казахстан від 987 від 26.09.2003 р. єдиним акціонером АТ КБТУ стало АТ «НК КазМунайГаз».
У 2003 році було створено освітній центр ТОВ «Інститут інжинірингу та інформаційних технологій КБТУ».
З 2005 року діє освітня програма подвійного диплома бакалаврату КБТУ та Лондонської Школи економіки та політичних наук.
У 2010—2011 pp. КБТУ отримав 100 % акцій АТ «Інститут палива, каталізу та електрохімії ім. Д. В. Сокольського» та АТ «Інститут хімічних наук ім. А. Б. Бектурова».
У 2018 році в рамках виконання Програми приватизації пакет акцій АТ «Казахстансько-Британський технічний університет» було куплено Громадським фондом «Фонд освіти Нурсултана Назарбаєва» згідно з Постановою Уряду Республіки Казахстан № 1141 від 30.12.2015 р.

## Будівля КБТУ

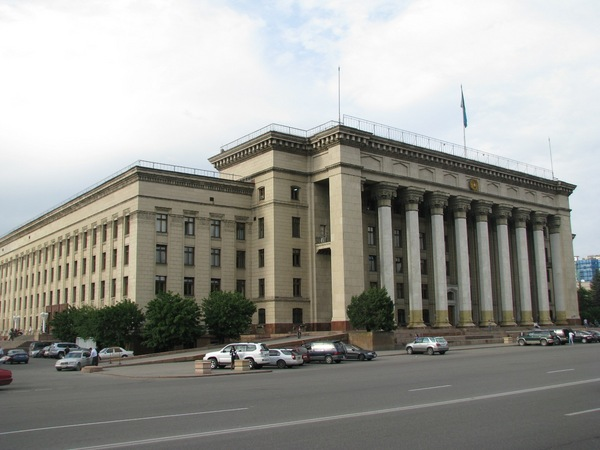
Будівля КБТУ

Будівлю Уряду почали будувати в 1938 році, вартість робіт мала скласти 14 млн рублів, але до 1941 року на місці викопали лише котловани. У роки війни будівництво припинилося. Воно відновилося лише 1951 року.
Навчальний заклад розташовано в колишній будівлі Верховної Ради КазРСР (Будинок Уряду), яка була збудована в 1951—1957 роках. Будівля проектувалась у майстерні Моспроекту під керівництвом архітектора Б.Рубаненка, робочі креслення виконувались Казміськбудпроектом під керівництвом П. А. Мамонтова, Г. А. Каліша.
Будівля у плані складається із трьох композиційних об'ємів, пов'язаних між собою широкими проходами. У центрі їх — зал засідань Верховної Ради, розташований по головній поздовжній осі будівлі, він утворює два прямокутних внутрішніх подвір'я. Архітектурне вирішення головного фасаду — величезний 8-колонний просторовий портик, що створює ефектну гру світла і тіні. Інтер'єр відрізняється чітким плануванням внутрішнього простору будівлі. У 1972 році розширені бічні корпуси. Є пам'яткою архітектури республіканського значення.
У цьому будинку 1991 року було ухвалено Закон про незалежність Республіки Казахстан. У 2018 році відбулася реконструкція головного залу КБТУ. Для цього знадобилося зведення спеціальних будівельних лісів заввишки 14 метрів.
За будівлею КБТУ розташований меморіальний комплекс «Алея бюстів», присвячений діячам, які взяли участь у встановленні Радянської влади в Семиріччі.

## Факультети
КБТУ включає факультети:
- Факультет інформаційних технологій;
- Факультет енергетики та нафтогазової промисловості;
- Факультет геології та геологорозвідки;
- Науково-освітній центр математики та кібернетики;
- Казахстанська морська академія;
- Науково-освітній центр хімічної інженерії;
- Міжнародна школа економіки;
- Бізнес-школа;
- Науково-освітній центр альтернативної енергетики та нанотехнологій;
- Науково-освітній центр матеріалознавства та проблем корозії.

## Про КБТУ
За безпрецедентно короткий для університетів термін КБТУ став новим лідером вищої технічної освіти в Казахстані, який проводить наукові дослідження як для базових галузей економіки, так і у сфері High-Tech.
Забезпечуючи підготовку фахівців для найбільших світових компаній, що здійснюють інвестиції в казахстанську економіку, КБТУ є переможцем Міжконтинентального Кубка Інтелектуальних олімпіад серед університетів Європи, Америки та Азії, переможцем Міжнародного дебатного турніру, що проводиться під егідою ООН, абсолютним чемпіоном з Казахстану та Центральної Азії з комп'ютерного програмування та традиційно представляють країну у фіналах Чемпіонату Світу серед студентських команд.
Завдяки вільному володінню англійською мовою та знанням сучасних інформаційних технологій випускники університету чудово зарекомендували себе в іноземних компаніях-інвесторах. Вихідці з КБТУ посіли І місце в Єгипті на змаганні Invensys серед усіх національних команд, що працюють на нафтогазових об'єктах у різних країнах світу. Команда «Ferrum Logic» із КБТУ посіла І місце у конкурсі проектів Національного інноваційного фонду РК.
Досягнення університету знаходять підтримку у лідерів Казахстану та Великої Британії. Президент Назарбаєв Н. А. визначив КБТУ партнером Всесвітнього інноваційного фонду, який очолює Нобелівський лауреат Джером Карл. Герцог Йоркський (Принц Ендрю) заснував для найкращих студентів-лідерів свою іменну стипендію та особисто вручав дипломи першим випускникам магістратури КБТУ.
У 2009 році КБТУ став першим (і дотепер єдиним) вітчизняним вузом, який отримав міжнародну акредитацію своїх інженерних програм у Великій Британії (у найбільшому у світі Інституті морського інжинірингу, науки та технології, який проводить акредитацію відповідно до Королівської грамоти та ліцензії Інженерної ради Об'єднаного Королівства).
У 2009 році КБТУ отримав статус Affiliate Centre University of London і право видавати диплом Лондонського університету випускникам спільної програми з Лондонської школи економіки (LSE), яку закінчили такі відомі світові діячі як Джон Кеннеді, Джордж Сорос, Романо Проді, П'єр Трюдо, Королева Маргарет II та багато інших.
У 2011 році КБТУ став першим вітчизняним вузом, який отримав міжнародну акредитацію своїх комп'ютерних програм у США (в найавторитетнішому американському агентстві «ABET» (Accreditation Board for Engineering and Technology).
Університет прагне подальшої інтеграції у світовий освітній простір та бере активну участь у міжнародних академічних рейтингах. Будучи найкращим технічним університетом Казахстану в 2010 та 2011 роках (рейтинг НКАЗЯО), КБТУ вступив до членів Американської асоціації AACSB (Associationto Advance Collegiate Schools of Business), зробивши заявку на міжнародну акредитацію програм у галузі економіки та фінансів.
Принцип розвитку КБТУ — це трансформація в університет дослідницького типу, це освіта через взаємодію освітнього процесу з наукою та індустрією. У структурі КБТУ функціонують Інститут хімічних наук ім. А. Б. Бектурова і Інститут органічного каталізу та електрохімії ім. Д. В. Сокольського. КБТУ має такі сучасні системи, як Суперкомп'ютер IBM BladeCentre, завдяки якому КБТУ на технологічному рівні інтегрувався з 70 дослідницькими організаціями Європи та США.
Свою соціальну відповідальність КБТУ бачить не лише у якісній підготовці своїх випускників, а й у особливій місії — формуванні нової хвилі технічної еліти.
Іногороднім студентам, які потребують житла, КБТУ надає місця в Будинку магістрантів та студентів (ДМіС)
До послуг іногородніх студентів КБТУ має в своєму розпорядженні Будинок магістрантів і студентів з окремою охоронюваною територією, що займає понад 1 гектар. На території Будинку магістрантів та студентів розташовані чотири корпуси, місткістю на 671 особу.

## Рейтинги та акредитації
Упродовж останніх 9 років (2010—2018 рр.) КБТУ визнають найкращим технічним вузом Казахстану за Генеральним рейтингом НКАЗЯО (Незалежне казахстанське агентство із забезпечення якості в освіті).
· За даними QS World University rankings КБТУ увійшов до списку кращих 600 університетів у 2012 році, тим самим приєднавшись до групи технічних вузів світу, що швидко розвиваються. За результатами дослідження КБТУ набрав найвищу кількість балів серед університетів у Казахстані за показниками «індекс академічної репутації» та «індекс репутації серед роботодавців», залишивши за КазНТУ ім. К. І. Сатпаєва, АІЕС, КазНУ ім. Аль-Фарабі та інші виші Казахстану.
· Найкращі в Казахстані програми Нафтогазова справа, Хімічна інженерія, Інформаційні технології(НКАЗЯО).
· Єдиний Казахстанський університет, який отримав міжнародну акредитацію агентства ABET (Рада з акредитації в галузі техніки та технологій) США за всіма комп'ютерними спеціальностями.
· Єдиний Казахстанський університет, який отримав міжнародну акредитацію інженерних програм британського Інституту морського інжинірингу, науки і технології (IMarEST), що має королівську грамоту та ліцензію Інженерної ради Сполученого Королівства.
· Програма КБТУ «Магістр у фінансовому аналізі» є єдиною офіційно визнаною програмою CFA Institute в Казахстані та Центральній Азії.
· Бізнес-школа КБТУ проходить акредитаційні процедури Міжнародної ради з акредитації бізнес шкіл та програм бізнес освіти (ACBSP — Accreditation Council for Business Schools and Programs).
· Бізнес-школа КБТУ отримала міжнародну акредитацію ACCA (Association of Chartered Certified Accountants), «Асоціація дипломованих сертифікованих бухгалтерів».

## Міжнародні зв'язки

### Програми подвійного диплома
- Лондонська школа економіки (спільно з міжнародною школою економіки КБТУ)
- Женевська бізнес-школа (спільно з бізнес-школою КБТУ)
- University of Northampton (разом з бізнес школою КБТУ)
- IFP Energies Nouvelles, Французький інститут нафти та газу (спільно з факультетом енергетики та нафтогазової індустрії)

### Програми обміну для студентів та викладачів
- University of Cambridge (Велика Британія)
- University Campus Suffolk (Велика Британія)
- University of Northampton (Велика Британія)
- Soongsil University (Корея)
- Sejong University (Корея)
- Азіатсько-Тихоокеанський університет технологій та інновацій (Малайзія) Технологічний університет Малайзії

### Афілійовані університети
- У 2009 КБТУ отримав статус «Афілійованого центру» Лондонської школи економіки, з правом видачі дипломів Лондонського університету випускникам спільної програми Лондонської школи економіки та політичних наук (LSE)
- У 2011 КБТУ став офіційним партнером Центру стратегії та конкурентоспроможності Гарвардської бізнес-школи

### Професорсько-викладацький склад світового рівня
— 30 % від загального складу штатних викладачів є іноземними викладачами з Великої Британії, Німеччини, США, Канади, Угорщини, Кореї, Індії та інших країн. 60 % у бізнес-школі, 100 % на програмах МБА
— Понад 40 запрошених зарубіжних викладачів щороку.
— 70 % викладацького складу мають ступінь Ph.D.
Професорсько-викладацький склад КБТУ має великий досвід викладацької та наукової роботи в таких університетах як: Massachusetts Institute of Technology (США), Harvard University (США), London Business School (Велика Британія), The Robert Gordon University (Шотландія) та інші.

### Міжнародні стажування викладачів та науково-дослідні проекти
- Викладачі факультету інформаційних технологій проходять наукове стажування в University of Antwerpen та University Libre of Brussels, обмінюються досвідом та результатами наукових досліджень, знайомляться з новітніми методиками навчання.
- За магістерською програмою «Petroleum Engineering» університету Heriot-Watt співробітники стажуються в м. Единбург, беруть участь у створенні проектів розробки для родовищ «X-Field» та «W-Field».
- Професори кафедри «Геології та фізики Землі» брали активну участь у виконанні спільного науково-дослідного проекту з вченими США, спонсорованого NSF (National Science Foundation) у галузі структурної геології.
- Активно взаємодіють викладачі КБТУ та провідного технічного університету Австрії Montan University of Leoben у галузі Reservoir Engineering, Drilling, Production та Applied Geosciences.
- Викладачі факультету інформаційних технологій проходять наукове стажування в University of Antwerpen та University Libre of Brussels, обмінюються досвідом та результатами наукових досліджень, знайомляться з новітніми методиками навчання.
- За магістерською програмою «Petroleum Engineering» університету Heriot-Watt співробітники стажуються в м. Единбург, беруть участь у створенні проектів розробки для родовищ «X-Field» та «W-Field».
- Співпраця з Кембриджським університетом налагоджена практично всіма факультетами та інститутами КБТУ. Перший спільний проект відбувся 3 роки тому та був присвячений дослідженню актуальних проблем неотектоніки та землетрусів, геоморфології неотектонічних процесів та формування розломів, які особливо актуальні для Казахстану.
- Проводяться спільні науково-дослідні роботи в галузі магнетизму гірських порід, петрофізики та геології з факультетом наук про Землю університету Мюнхена, Німеччина, а також з колумбійським університетом Симона Болівара в галузі досліджень нафтоматеринських порід, процесів міграції та біодеградації нафти, а також вивчення важких родовищ нафти. У результаті співпраці також було проведено спільні польові роботи.
- Студенти, співробітники та викладачі КБТУ щорічно стають володарями іменних стипендій та грантів, мають можливість проходження практики за кордоном, наприклад: стипендії фонду LRET (Lloyd's Register Entrust Fund); гранти компанії Тоталь на навчання у магістратурі IFR School у Франції; стипендії SAIPEM SPA (Eni Group) на навчання у магістратурі Міжнародного морського коледжу королівства Оман із морської спеціальності; програми Erasmus Mundus, IREX та інші.

## Кар'єра після КБТУ
Завдяки своїй репутації одного з найкращих вишів Казахстану та тісним зв'язкам із компаніями нафтогазового та інших секторів, КБТУ відкриває широкі можливості працевлаштування для своїх випускників.
КБТУ афілійований з фондом національного добробуту «Самрук-Казина» та активно співпрацює з дочірніми компаніями фонду, такими як КазМунайГаз, Казатомпром, Казахстан Темір Жоли, Air Astana, Казахтелеком, Самрук-Енерго, Казкоммерцбан, Халик Банк та іншими.
Ці компанії є не лише партнерами КБТУ, забезпечуючи університет фінансовими, технологічними та іншими ресурсами, а також є основними роботодавцями для випускників КБТУ.
На додаток до компаній фонду «Самрук-Казина», КБТУ активно працює з питань працевлаштування випускників з такими міжнародними та національними гігантами як аудиторські компанії Великої четвірки, Тенгізшевройл, Halliburton, Danone, Procter & Gamble, та багатьма іншими.

## Науково-технічний потенціал КБТУ
До складу КБТУ входять:
— 2 хімічні дослідні інститути (Інститут хімічних наук та Інститут органічного каталізу та електрохімії)
- Інститут нафтогазового інжинірингу та Інформаційних технологій (iKBTU)
- 20 Науково-дослідних центрів та лабораторій (НОЦ та НДЛ)
- Навчальні тренінгові центри
Нафтогазовий сектор, машинобудування, матеріалознавство
1. ТОВ «Інститут нафтогазового інжинірингу та інформаційних технологій КБТУ»
2. Тренінговий центр Казахстанської морської академії
3. НДЦ нафтогазового машинобудування та трубопровідного транспорту
4. НДЛ «Прикладне моделювання нафтових та газових родовищ»
5. Лабораторія нанотехнологій
6. Інженерна лабораторія Cals-технологій
7. НДЛ мехатроніки та робототехніки
8. НДЛ «Перспективні матеріали та технології»
9. НДЛ матеріалознавства
Інформаційні технології прикладна математика
10. НОЦ математики та кібернетики
11. Центр компетенцій з інформаційних технологій
12. НДЛ «Суперкомп'ютерні технології та програмне забезпечення»
13. НДЛ «Математичне моделювання технологічних процесів у нафтогазовій галузі»
Хімія та хімічна інженерія
14. АТ Інститут хімічних наук ім. А. Б. Бектурова
15. АТ Інститут органічного каталізу та електрохімії ім. Д. В. Сокольського
16. НОЦ хімічної інженерії
17. НДІЛ нафтопромислової та колоїдної хімії

## Ректори
- 2002—2004 — Ахметов Аділь Курманжанович
- 2004—2017 — Бейсембетов Іскандер Калібекович
- 2017—2021 — Ібрашев Кенджебек Ніязович
- із 2022 — Габдуллін Маратбек Тулебергенович